# Edward Ling
Edward Theodore "Ed" Ling, född 7 mars 1983 i Taunton, är en brittisk sportskytt.
Ling blev olympisk bronsmedaljör i trap vid sommarspelen 2016 i Rio de Janeiro.